# 10公里跑

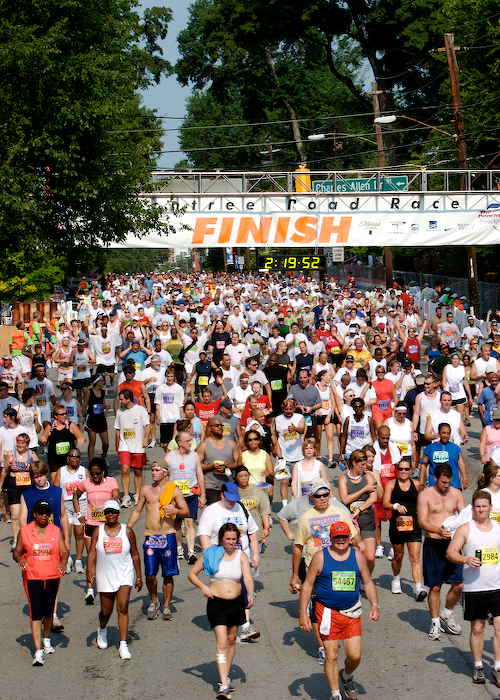
10公里跑

10公里跑是一项距离为10（6.2英里）的长跑以及公路跑步比赛。10公里跑參與人士相對42公里的馬拉松來說參與人數較多，因为对于大多数成年人来说，10公里的距离不長也不短，需要消耗一定的體力，但是不至於跑不完。 正是因為這一點，為促进公众的身体健康，地方政府和健康慈善机构经常与赛事組織方合作舉辦10公里跑。 医疗机构、饮料制造商和运动服装公司也會藉機贊助賽事。  